# منتزه توريس دل باينه الوطني

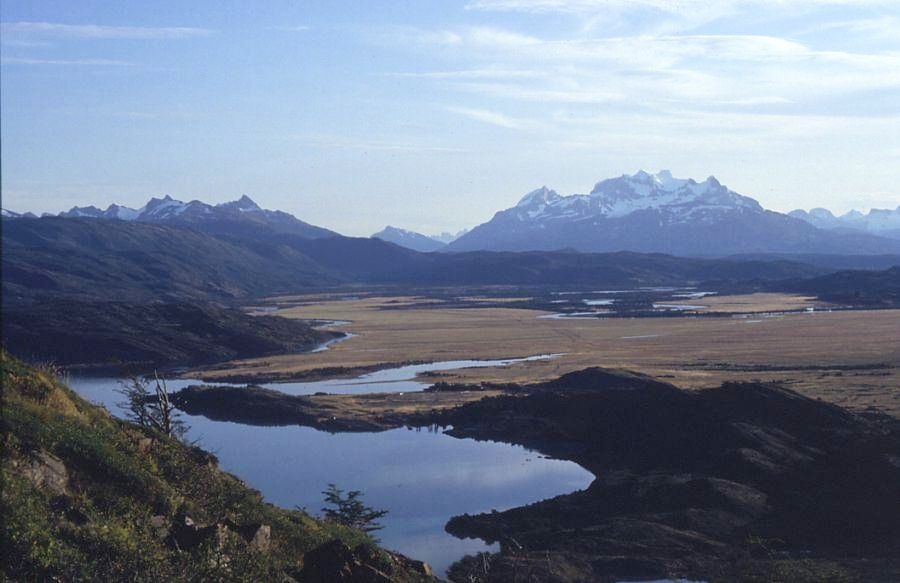
بحيرة لاغو دل تورو

توريس دل باينه (بالإسبانية: Parque Nacional Torres del Paine) هي محمية طبيعية ومنتزه وطني شهير في جنوب تشيلي. يقع جنوب البلاد في منطقة جبال «كورديليرا دل باينه». كلمة باينه Paine معناها بلغة الهنود الحمر من فصيلة «أونيكينك» معناها «أزرق السماء»، أي أن «توريس دل باينه» تعني أبراج السماء الزرقاء.
ضمها الاتحاد الدولي لحفظ الطبيعة إلى قائمته من التصنيف 2.

## جغرافيتها
يقع المنتزه الوطني توريس دل باينه في جنوب تشيلي ويعتبر جزء من بتاغونيا. وينتمي إلى «المنطقة المجلانية والأنتارتيكا التشيلينية» (ولاية أولتيما إسبيرانسا)، وتبعد نحو 140 كيلومتر شمال مدينة بويرتو ناتاليس.

## معرض صور

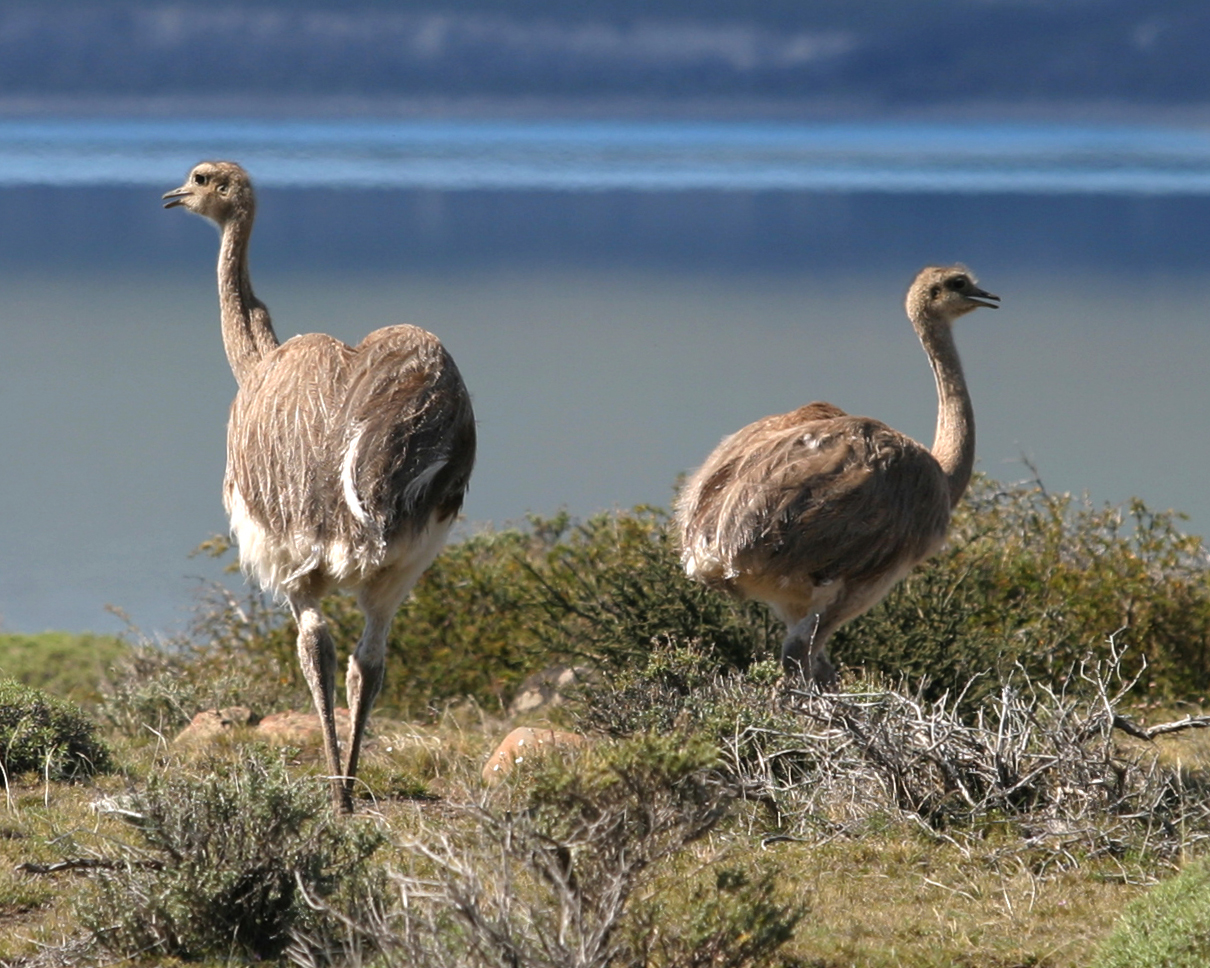
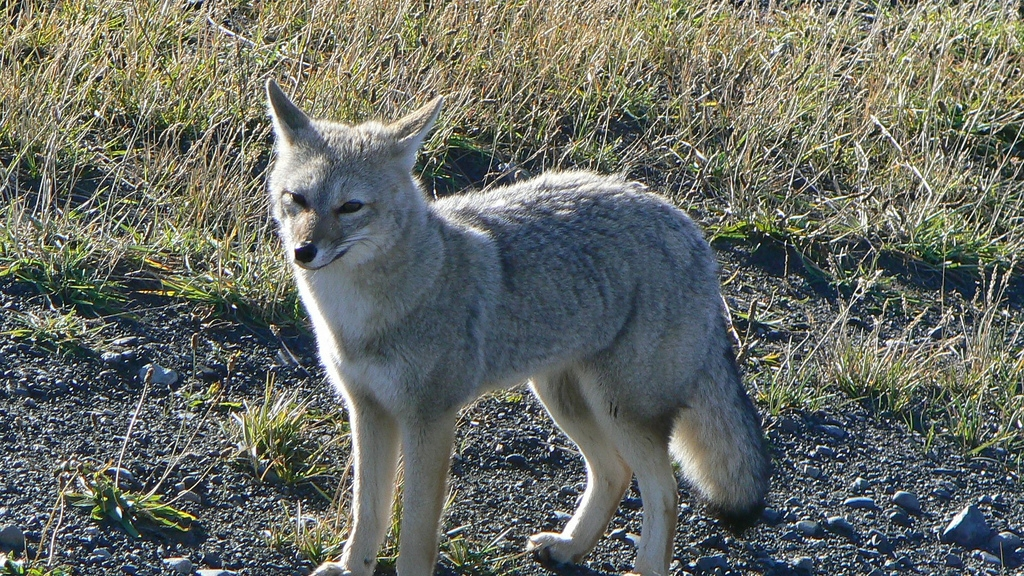
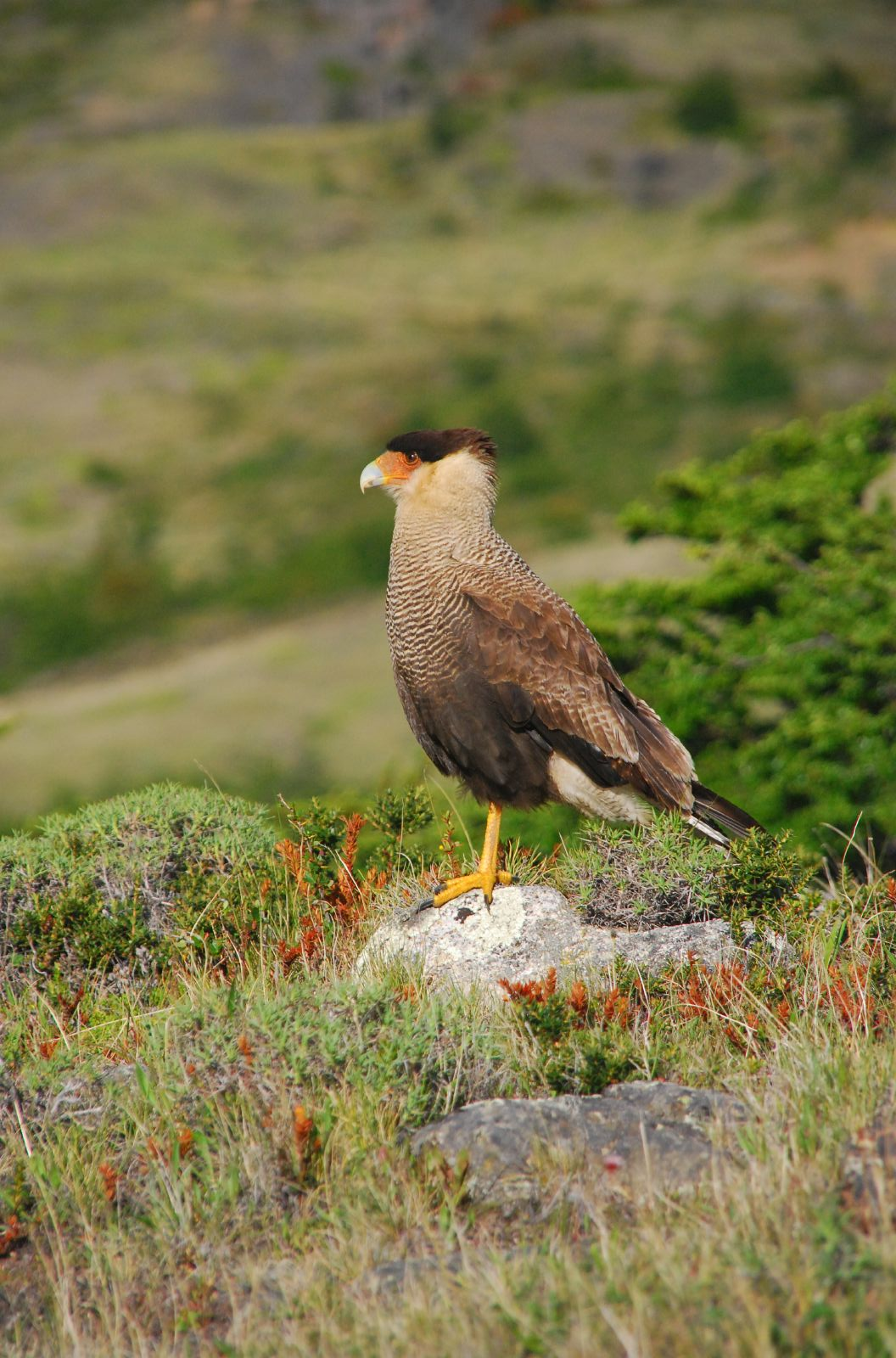
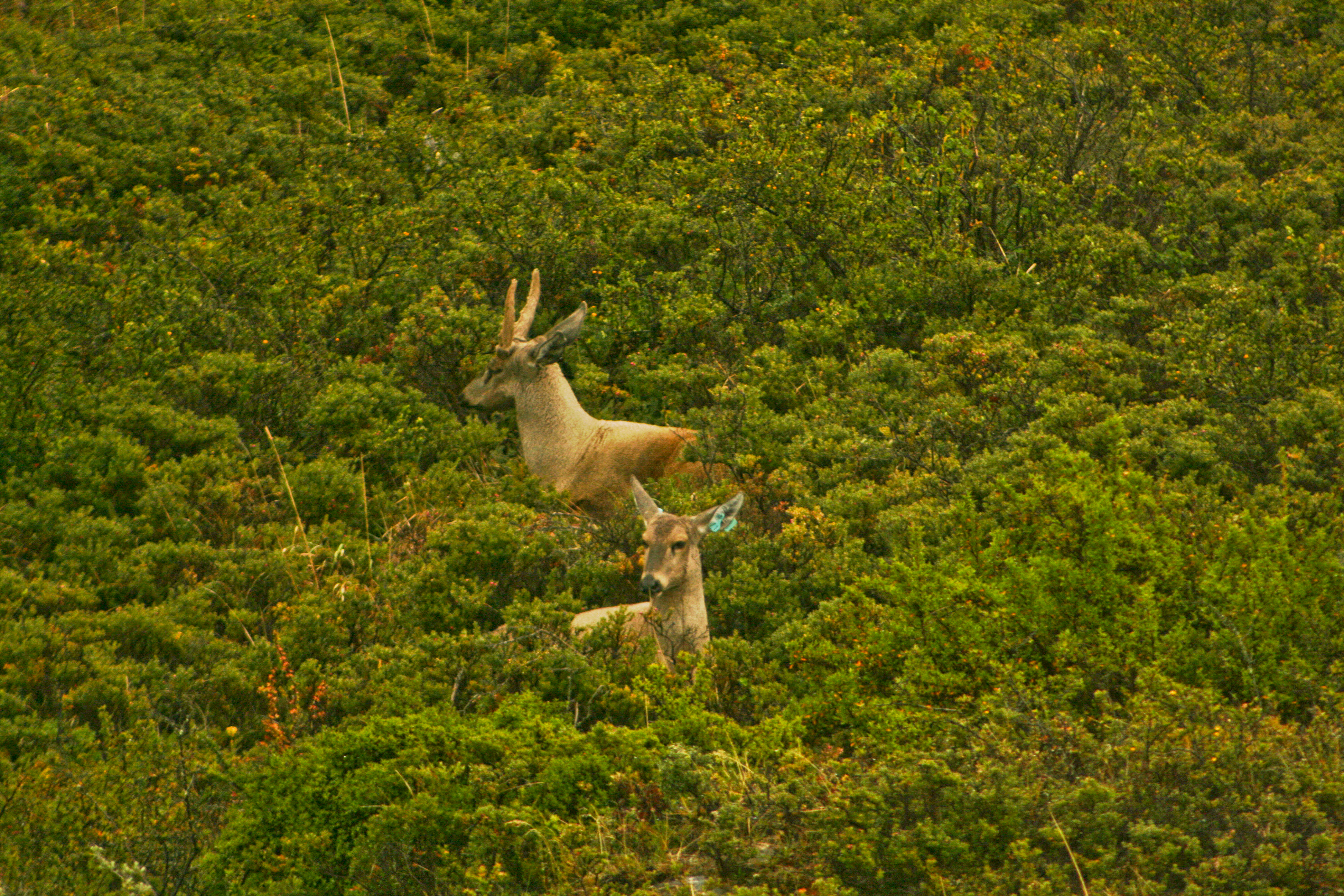
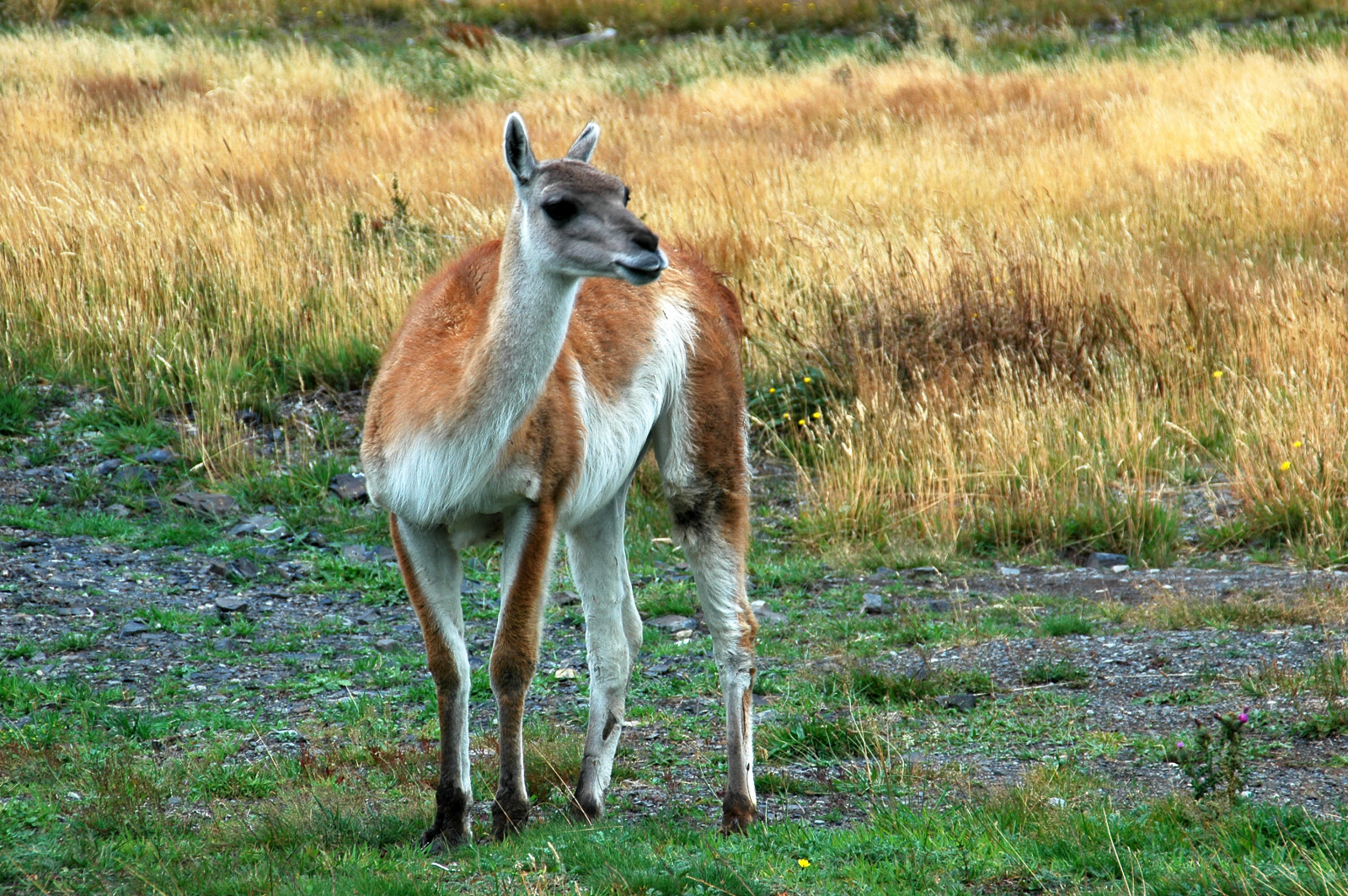

## اقرأ أيضا

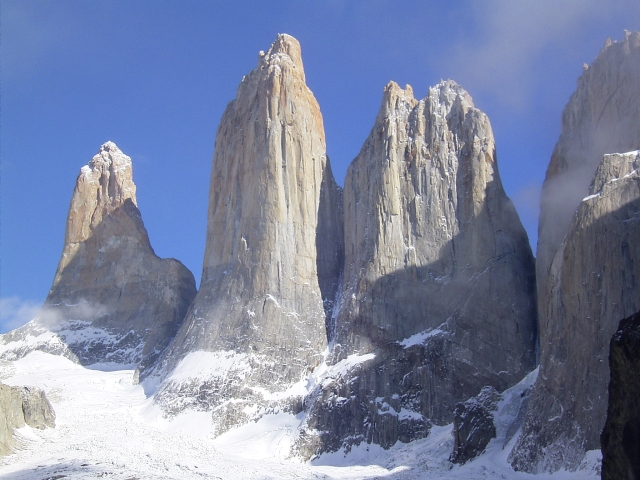
توريس دل باينه

- أرض النار
- محافظة أرض النار (الأرجنتين)
- محافظة تييرا دل فويغو، (تشيلي)
- نهر سيسنيس
- منتزه كيولات الوطني
- ريو بالينا